# Seifried Helbling
Seifried Helbling (* 1230, † im 14. Jahrhundert) war ein österreichischer Ritter.
Helbling war Besitzer eines Baumgartens zu Nußdorf bei Wien und angeblich Verfasser von 15 "Büchlein", Gedichten didaktisch-satirischen Charakters in Gesprächsform, welche zwischen 1290 und 1300 abgefasst wurden; sie berichten über die allgemeinen Zustände der damaligen Zeit und führen lebhaft in die Sitten der Zeit ein (hrsg. von Theodor von Karajan in der Zeitschrift für deutsches Altertum, Bd. 4).